# Кирилл (ураган)
Кирилл — ураган, прошедший 17—19 января 2007 года над большей частью Европы. Он вызвал минимум 34 человеческие жертвы, причинил большой материальный ущерб, вызвал сбои в работе авиа- и железнодорожного транспорта, временные перекрытия автомагистралей и мостов.

## Название
Своим именем Кирилл обязан берлинской семье, желавшей подарить своему отцу (болгарину Кириллу Генову) антициклон. Однако в нечётные годы антициклоны получают только женские имена, поэтому Кириллом был назван циклон.

## Движение
Область низкого давления, образовавшись 15 января над о. Ньюфаундленд, двинулась на восток.
Центр урагана прошёл в вечерние часы и ночью 17 января над Северной Ирландией, Шотландией и Швецией. Вызванные им повреждения и последовавший снегопад серьёзно осложнили движение транспорта в утренние часы пик в Великобритании. Железнодорожное сообщение между Кардиффом и Лондоном было прервано. Достигнув силы в 10-12 баллов по шкале Бофорта, 18 января он прошёл над большей частью Европы.

## Ущерб

### Бельгия
В результате урагана погибли два человека.

### Германия
Ураган охватил практически всю страну. Особенно сильным был ураган в районе Кёльна-Дюссельдофа. Сильный ураган был в Гамбурге. Ощутимый ураган прошёлся в Берлине. К вечеру он двинулся на юг страны и подобрался к чешской границе и Баварии.
В результате урагана погибли десять человек.
- Возле г. Кирлах (Баден-Вюртемберг) при попытке обогнуть упавшее дерево водитель автомобиля выехал на встречную полосу и погиб в результате последовавшего столкновения.[4]
- В Мюнхене вырваная дверь террасы упала на 18-месячного ребёнка. Он скончался в больнице.[4]
- 73-летний мужчина в Герстхофене (Бавария) скончался после удара дверью хранилища.[6].
- В Тёнисфорсте и Крефельде (Северный Рейн-Вестфалия) при спасательных работах падающими деревьями были раздавлены двое пожарных.[7].
- В Хильдесхайме 36-летний водитель скончался от травм, вызванных упавшим на его машину деревом.[4]
- Водитель мотоцикла в Эссене, не справившийся с управлением и, столкнувшись с упавшим деревом, погиб.[4]
- 23-летняя женщина погибла в Липпштадте в результате падения большой липы на её автомобиль.[4]
- На территории ресторана в Грос Роденслебен (Саксония-Анхальт) мужчина был убит отколовшимся куском фронтона здания.[4]
- В Штасберге (Бранденбург) в результате падения дерева на дорогу погиб 25-летний водитель.[4]

18 января впервые за всю историю были остановлены все железные дороги страны. Дальнее сообщение было полностью прекращено. Во многих регионах было прекращено также региональное сообщение.

### Украина
- В Горловке в результате падения дерева погиб человек[8].
- Был обесточен 1131 населённый пункт[9]

### Россия. Калининград
- В Калининграде западный ветер нагнал воды из Калининградского залива, в результате чего были подтоплены все низкорасположенные улицы. Видео того дня: 13.01.2007 Ураган Кирилл Калининград